# Ilaria Ramelli
Ilaria Ramelli (Piacenza, 1973) è una biblista e storica delle religioni italiana.
Ilaria Ramelli è specializzata in storia delle religioni, teologia, filosofia. È autrice di numerose pubblicazioni ed è professoressa universitaria, specialista in filosofia antica, in storia della chiesa e in teologia e filosofia patristiche, con una predilezione per Origene di Alessandria e per Plotino e il (Neo)platonismo. Ramelli studia le religioni antiche e le loro interpretazioni filosofiche; la storia antica e tardoantica; le letterature classiche e la ricezione della cultura e del pensiero classico nel Cristianesimo. Considera la filosofia patristica come parte integrante della filosofia antica e compie uno studio integrativo dell'antichità e della tarda antichità, incoraggiando lo studio delle relazioni tra filosofia, teologia e letteratura.

## Attività
Numerose sue pubblicazioni hanno ricevuto molte recensioni positive e citazioni e hanno suggerito nuove strade di ricerca: ad esempio sui concetti di apocatastasi, restaurazione e soteriologia; sul filosofo-teologo cristiano Bardesane di Edessa e il suo rapporto con la filosofia antica; su Origene, la sua tradizione e la sua escatologia; sul concetto di eternità e sulle teorie del tempo; sulle allegorie antiche e l'interpretazione allegorica dei miti religiosi; sui romanzi antichi e il loro rapporto con il cristianesimo primitivo; su Origene, Giustino Martire, Clemente alessandrino, Eusebio di Cesarea; sul dialogo Sulla retta fede in Dio (Περὶ τῆς εἰς Θεὸν ὀρϑῆς πίστεως) di Adamanzio; su Basilio di Cesarea; su Gregorio di Nissa e le sue idee sulla risurrezione e restaurazione del corpo e dell'anima, sullo sforzo infinito ("epektasis") e sulla cristologia. Ramelli ha approfondito il pensiero di Evagrio Pontico, Agostino d'Ippona, Dionigi l'Areopagita, Massimo il Confessore, Giovanni Scoto Eriugena, Filone di Alessandria e altri.
Solo tre esempi tratti dalle monografie più recenti. La monografia di Ramelli sull'apocatastasi (Brill 2013, Supplements to Vigiliae Christianae) è uno studio della teologia storica in oltre 900 pagine, che mostra che la dottrina della restaurazione universale era molto più diffusa di quanto comunemente si presuma nel cristianesimo del primo millennio. Con una monografia su Bardesane di Edessa (Gorgias Press 2009), sulla base di un'analisi di tutte le fonti, Ramelli ha evidenziato il ruolo del Timeo di Platone, del platonismo medio e dello stoicismo nel pensiero di Bardesane, e ha tracciato paralleli con il pensiero e la scuola di Origene di Alessandria. La sua monografia sulla giustizia sociale (OUP 2016; 2017 negli USA) sostiene che l'ascetismo filosofico nell'antichità e nella tarda antichità fosse spesso guidato da una preoccupazione per la giustizia e che vi si ritrovi un'opposizione alla schiavitù come istituzione.
Ramelli è peer reviewer per collane e riviste accademiche ed è consulente di istituzioni universitarie oltre che membro di molti comitati direttivi e scientifici di collane e riviste accademiche di case editrici internazionali. Ha ricevuto svariati premi accademici.

## Libri (selezione)
In italiano:
- Tempo ed eternità in età antica e patristica. Grecità, ebraismo e cristianesimo (Cittadella)
- Anneo Cornuto. Compendio di teologia greca (Bompiani - Università Cattolica del S. Cuore, Milano)
- Allegoria: l'età classica (Vita e Pensiero)
- Allegoristi dell'età classica (Bompiani)
- Bardesane. Contro il fato (Edizioni Studio Domenicano)
- Gli apostoli in India. Nella patristica e nella letteratura sanscrita (Medusa; nuova edizione francese, Certamen)
- Il basileus come "nomos empsychos" tra diritto naturale e diritto divino. Spunti platonici del concetto e sviluppi in età imperiale e tardo antica (Bibliopolis)
- I cristiani e l'Impero romano (Marietti)
- Gregorio di Nissa. Sull'anima e la resurrezione  (Bompiani - Università Cattolica del S. Cuore, Milano)
- I romanzi antichi e il Cristianesimo: contesto e contatti (Madrid; nuova edizione USA Wipf and Stock, Cascade)
- Cultura e religione etrusca nel mondo romano. La cultura etrusca dalla fine dell'indipendenza (Ed. Dell'Orso)
- Prospettive cristiane. Vol. 1 (Ed. Nuova Cultura)
- Marziano Capella. Le nozze di Mercurio e Filologia (Bompiani)
- Tutti i Commenti a Marziano Capella [Eriugena, anonimi, Remigio d'Auxerre, la Scuola di Chartres] (Bompiani)

In inglese: 
- The Christian Doctrine of Apokatastasis : A Critical Assessment from the New Testament to Eriugena (Supplements to Vigiliae Christianae)[17]
- Bardaisan of Edessa: A Reassessment of the Evidence and a New Interpretation (Eastern Christian Studies)[18]
- Hierocles the Stoic: Elements of Ethics, Fragments, and Excerpts (Writings from the Greco-Roman World)[19]
- Evagrius’ Kephalaia Gnostika: Monographic Essay, New Readings from the Ms., Translation, and Full Commentary (Writings from the Greco-Roman World)[20]
- Terms for Eternity: "aiônios" and "aïdios" in Classical and Christian Texts[21]
- Early Christian and Jewish Narrative: The Role of Religion in Shaping Narrative Forms (WUNT I)[22]
- Social Justice and the Legitimacy of Slavery: The Role of Philosophical Asceticism from Ancient Judaism to Late Antiquity (Oxford, Early Christian Studies)[23]
- Evagrius between Origen, the Cappadocians, and Neoplatonism (Studia Patristica LXXXIV)[24]
- A Larger Hope? (Cascade)[25]
- Lovers of the Soul, Lovers of the Body: Philosophical and Religious Perspectives in Late Antiquity (Harvard Center for Hellenic Studies)
- Patterns of Women's Leadership in Ancient Christianity (Oxford University Press)